# Liste von Sakralbauten in Mülheim an der Ruhr
Die Liste von Sakralbauten in Mülheim an der Ruhr umfasst die aktuellen Sakralbauten im heutigen Stadtgebiet, die sich in Trägerschaft der christlichen Konfessionen und anderer religiöser Gemeinschaften befinden. Zudem sind ehemalige Gotteshäuser gelistet, die kirchengeschichtlich, stadtgeschichtlich oder architektonisch von Bedeutung waren.
Die Industrialisierung im Ruhrgebiet und die damit verbundene Einwanderung vieler Arbeitskräfte für die Kohle- und Stahlindustrie, brachte in der zweiten Hälfte des 19. Jahrhunderts einen Boom im Kirchenbau mit sich. Spätere Bauten aus der Zeit zwischen den Weltkriegen und Nachkriegsbauten sind meist architektonisch wertvoll und heute oft unter Denkmalschutz gestellt. Die Gründung des Ruhrbistums 1958 zog weitere Kirchenneubauten nach sich. Nach der Jahrtausendwende müssen die evangelische und die katholische Kirche jedoch mit Kirchenschließungen und der Profanierung, Umwidmung oder der Niederlegung von Kirchengebäuden der sinkenden Zahl von Kirchenmitgliedern begegnen.
Die Listen können sortiert werden nach Kirchenname, Stadtteil, Status und Baujahr (mehrere Jahreszahlen bei umfassenden Erweiterungen).

## Römisch-Katholische Kirchen
| Name                             | Bild                         | Stadtteil Lage    | Errichtung | Träger                           | Status         | Bemerkungen                                              |
| -------------------------------- | ---------------------------- | ----------------- | ---------- | -------------------------------- | -------------- | -------------------------------------------------------- |
| St. Mariae Geburt                | St. Mariae Geburt            | Altstadt I        | 1928       | Pfarrei St. Mariae Geburt        | Pfarrkirche    |                                                          |
| Auferstehungskirche Heilig Kreuz | Heilig Kreuz                 | Altstadt II       |            | Pfarrei St. Barbara              |                | Begräbniskirche (Columbarium)                            |
| Christ König                     |                              | Winkhausen        |            | Pfarrei St. Barbara              | Gemeindekirche |                                                          |
| Heilig Geist                     | Heilig Geist                 | Menden-Holthausen |            | Pfarrei St. Mariae Geburt        | Filialkirche   | Filialkirche der Gemeinde St. Mariae Geburt              |
| Herz Jesu                        | Herz Jesu                    | Broich            |            | Pfarrei St. Mariä Himmelfahrt    | Gemeindekirche | Profaniert am 25. Februar 2023                           |
| St. Barbara                      | St. Barbara                  | Dümpten           | 1953–1955  | Pfarrei St. Barbara              | Pfarrkirche    |                                                          |
| St. Elisabeth                    |                              | Saarn             |            | Pfarrei St. Mariä Himmelfahrt    | Filialkirche   | Filialkirche der Gemeinde St. Mariae Himmelfahrt         |
| St. Engelbert                    | St. Engelbert                | Altstadt II       | 1903–1906  | Pfarrei St. Barbara              | Gemeindekirche |                                                          |
| St. Joseph                       | St. Joseph                   | Heißen            |            | Pfarrei St. Mariä Geburt         | Gemeindekirche |                                                          |
| St. Mariae Rosenkranz            | St. Mariae Rosenkranz        | Styrum            |            | Pfarrei St. Barbara              | Gemeindekirche |                                                          |
| St. Mariä Himmelfahrt            | St. Mariä Himmelfahrt        | Saarn             |            | Pfarrei St. Mariä Himmelfahrt    | Pfarrkirche    | Klosterkirche des ehem. Klosters Saarn                   |
| St. Michael                      | St. Michael Mülheim-Speldorf | Speldorf          |            | Pfarrei St. Mariä Himmelfahrt    | Gemeindekirche |                                                          |
| St. Theresia vom Kinde Jesu      | St. Theresia vom Kinde Jesu  | Heimaterde        |            | Pfarrei St. Mariae Geburt        | Filialkirche   | Filialkirche der Gemeinde St. Joseph                     |
| St. Theresia von Avila           | St. Theresia von Avila       | Selbeck           |            | Pfarrei St. Mariä Himmelfahrt    | Filialkirche   | Filialkirche der Gemeinde St. Mariae Himmelfahrt         |
| St. Albertus Magnus              | St. Albertus Magnus          | Styrum            |            |                                  |                | Kroatische Gemeinde Sveti Leopold Mandic                 |
| St. Laurentius                   | St. Laurentius               | Mintard           | 1660, 1890 | Pfarrei St. Peter und Laurentius | Gemeindekirche | gehört zum Erzbistum Köln                                |
| St. Raphael                      | St. Raphael                  | Heißen            |            | Caritas                          | profaniert     | Ehemalige Pfarrkirche, die Gemeinde wurde 2006 aufgelöst |

## Evangelische Kirchen

### Kirchen der Rheinische Landeskirche
| Name                            | Bild          | Stadtteil Lage    | Status       | Errichtung      | Träger                   | Bemerkungen                                           |
| ------------------------------- | ------------- | ----------------- | ------------ | --------------- | ------------------------ | ----------------------------------------------------- |
| Paulikirche                     |               | Altstadt I        | Niedergelegt | 1879–1881       |                          | Die Kirche im neugotischen Stil wurde 1971 abgerissen |
| Kreuzkirche                     |               | Winkhausen        | Entwidmet    | 1975            | Kirchenkreis An der Ruhr |                                                       |
| Pauluskirche                    |               | Menden-Holthausen | Aktiv        | 1975            | Kirchenkreis An der Ruhr |                                                       |
| Petrikirche                     |               | Altstadt I        | Aktiv        | 13. und 19. Jh. | Kirchenkreis An der Ruhr |                                                       |
| Kapelle Haus Jugendgroschen     |               | Menden-Holthausen | Aktiv        | 1927            | Kirchenkreis An der Ruhr |                                                       |
| Kapelle im Haus am Scharpenberg |               | Altstadt I        | Aktiv        | 1978            | Kirchenkreis An der Ruhr |                                                       |
| Kapelle Walkmühlenstraße        |               | Menden-Holthausen | Entwidmet    | 1909            | Kirchenkreis An der Ruhr |                                                       |
| Kirche am Brandenberg           |               | Speldorf          | Aktiv        | 1956            | Kirchenkreis An der Ruhr |                                                       |
| Lutherkirche                    |               | Speldorf          | Aktiv        | 1882–1883       | Kirchenkreis An der Ruhr |                                                       |
| Markuskirche                    |               | Altstadt II       | Aktiv        | 1963            | Kirchenkreis An der Ruhr |                                                       |
| Friedenskirche                  |               | Heißen            | Geschlossen  | 1909            | Kirchenkreis An der Ruhr | 2013 geschlossen                                      |
| Erlöserkirche                   | Erlöserkirche | Heimaterde        | Aktiv        | 1962            | Kirchenkreis An der Ruhr |                                                       |
| Gnadenkirche                    | Gnadenkirche  | Heißen            | Aktiv        | 1883            | Kirchenkreis An der Ruhr |                                                       |
| Dorfkirche Fliedner-Stiftung    |               | Selbeck           | Aktiv        |                 | Kirchenkreis An der Ruhr |                                                       |
| Dorfkirche Saarn                |               | Saarn             | Aktiv        | ab 1778         | Kirchenkreis An der Ruhr |                                                       |
| Christuskirche                  |               | Saarn             | Aktiv        | 1959            | Kirchenkreis An der Ruhr |                                                       |
| Kirche an der Wilhelminenstraße |               | Broich            | Aktiv        | 1901            | Kirchenkreis An der Ruhr |                                                       |
| Kirche an der Oberheidstraße    |               | Dümpten           | Aktiv        | 1892            | Kirchenkreis An der Ruhr |                                                       |
| Johanniskirche                  |               | Altstadt II       | Aktiv        | 1965            | Kirchenkreis An der Ruhr |                                                       |
| Immanuelkirche                  |               | Styrum            | Aktiv        | 1889            | Kirchenkreis An der Ruhr |                                                       |

### Brüderbewegung
| Name                    | Bild | Stadtteil Lage | Status | Errichtung | Träger | Bemerkungen |
| ----------------------- | ---- | -------------- | ------ | ---------- | ------ | ----------- |
| Christliche Versammlung |      | Heißen         | Aktiv  |            |        |             |

### Bund Evangelisch-Freikirchlicher Gemeinden
| Name                              | Bild              | Stadtteil Lage | Status | Errichtung | Konfession          | Träger                                              | Bemerkungen |
| --------------------------------- | ----------------- | -------------- | ------ | ---------- | ------------------- | --------------------------------------------------- | ----------- |
| Christus-Gemeinde Mülheim         | Christus-Gemeinde | Altstadt I     | Aktiv  |            | ev. (freikirchlich) | Christus-Gemeinde Mülheim                           |             |
| Gemeinde Mülheim Dümpten          |                   | Dümpten        | Aktiv  |            | ev. (freikirchlich) | Evangelisch-Freikirchliche Gemeinde Mülheim-Dümpten |             |
| Delle 57 (Casinogebäude von 1842) | Delle 57          | Altstadt I     | Aktiv  |            | ev. (freikirchlich) | Evangelisch-Freikirchliche Gemeinde Delle 57        |             |

### Evangelisch-Methodistische Kirche
| Name             | Bild             | Stadtteil Lage     | Status | Errichtung | Konfession  | Träger                                                    | Bemerkungen |
| ---------------- | ---------------- | ------------------ | ------ | ---------- | ----------- | --------------------------------------------------------- | ----------- |
| Eben-Ezer-Kirche | Eben-Ezer-Kirche | Speldorf           | Aktiv  |            | ev.-method. | Evangelisch-methodistische Kirche – Gemeinde Mülheim/Ruhr |             |
| Zionskirche      | Zionskirche      | Mülheim-Altstadt I | Aktiv  |            | ev.-method. | Evangelisch-methodistische Kirche – Gemeinde Mülheim/Ruhr |             |

### Freie evangelische Gemeinden
| Name                                       | Bild                       | Stadtteil Lage | Status | Errichtung | Konfession          | Träger                                           | Bemerkungen |
| ------------------------------------------ | -------------------------- | -------------- | ------ | ---------- | ------------------- | ------------------------------------------------ | ----------- |
| Freie evangelische Gemeinde Mülheim-Styrum | Gemeindezentrum Auerstraße | Styrum         | Aktiv  |            | ev. (freikirchlich) | Freie evangelische Gemeinde Mülheim-Styrum e. V. |             |
| Gemeindezentrum Auerstraße                 | Gemeindezentrum Auerstraße | Altstadt II    | Aktiv  |            | ev. (freikirchlich) | Evangelisch-Freikirchliche Gemeinde              |             |

### Neocharismatische Bewegung
| Name                                     | Bild              | Stadtteil Lage | Status | Errichtung | Konfession                 | Träger                                                                                 | Bemerkungen |
| ---------------------------------------- | ----------------- | -------------- | ------ | ---------- | -------------------------- | -------------------------------------------------------------------------------------- | ----------- |
| House of Solution – The Empowerment Zone | House of Solution | Altstadt II    | Aktiv  |            | Neocharismatische Bewegung | Lighthouse International Christian Fellowship House of Solution – The Empowerment Zone |             |

## Neuapostolische Kirchen
| Name                                   | Bild | Stadtteil Lage | Status | Errichtung | Konfession | Träger                     | Bemerkungen |
| -------------------------------------- | ---- | -------------- | ------ | ---------- | ---------- | -------------------------- | ----------- |
| Neuapostolische Kirche Mülheim-Dümpten |      | Dümpten        | Aktiv  |            | NAK        | Neuapostolische Kirche NRW |             |
| Neuapostolische Kirche Mülheim-Mitte   |      | Altstadt I     | Aktiv  |            | NAK        | Neuapostolische Kirche NRW |             |
| Neuapostolische Kirche Mülheim-West    |      | Speldorf       | Aktiv  |            | NAK        | Neuapostolische Kirche NRW |             |

## Kirche Jesu Christi der Heiligen der letzten Tage
| Name                                              | Bild                 | Stadtteil Lage | Status | Errichtung | Konfession | Träger                                            | Bemerkungen |
| ------------------------------------------------- | -------------------- | -------------- | ------ | ---------- | ---------- | ------------------------------------------------- | ----------- |
| Kirche Jesu Christi der Heiligen der letzten Tage | Gemeindehaus Mülheim | Styrum         | Aktiv  |            |            | Kirche Jesu Christi der Heiligen der letzten Tage |             |

## Jehovas Zeugen
| Name            | Bild                    | Stadtteil Lage | Status | Errichtung | Träger         | Bemerkungen                                        |  |
| --------------- | ----------------------- | -------------- | ------ | ---------- | -------------- | -------------------------------------------------- |  |
| Königreichssaal | Königreichssaal Dümpten | Dümpten        | Aktiv  |            | Zeugen Jehovas | Jehovas Zeugen Versammlung Mülheim-Ruhr/Nord e. V. |  |
| Königreichssaal | Königreichssaal Broich  | Broich         | Aktiv  |            | Zeugen Jehovas | Jehovas Zeugen Versammlung Mülheim-Ruhr/Süd e. V.  |  |

## Judentum
| Name          | Bild        | Stadtteil Lage | Status   | Errichtung | Konfession | Träger | Bemerkungen                                                                                |
| ------------- | ----------- | -------------- | -------- | ---------- | ---------- | ------ | ------------------------------------------------------------------------------------------ |
| Alte Synagoge | Gedenktafel | Altstadt I     | Zerstört | 1905–1907  | jüd.       |        | Die Synagoge wurde 1938 bei den Novemberpogromen in Brand gesetzt und vollständig zerstört |

## Islam
| Name                   | Bild          | Stadtteil Lage | Status | Errichtung | Konfession | Träger                                                         | Bemerkungen |
| ---------------------- | ------------- | -------------- | ------ | ---------- | ---------- | -------------------------------------------------------------- | ----------- |
| Fatih Camii            | Fatih Camii   | Altstadt II    | Aktiv  |            | musl.      | DITIB Türkisch Islamische Gemeinde zu Mülheim a. d. Ruhr e. V. |             |
| Hamza Moschee          | Hamza Moschee | Altstadt I     | Aktiv  |            | musl.      | Islamische Gemeinde Mülheim e. V.                              |             |
| IZ Mülheim an der Ruhr |               | Heißen         | Aktiv  |            | musl.      | Islamische Gemeinschaft der Bosniaken Mülheim                  |             |
| Mülheim Camii          |               | Styrum         | Aktiv  |            | musl.      | Integration und Kulturverein e. V.                             |             |
| Mescidi Aksa           |               | Altstadt II    | Aktiv  |            | muslimisch | Islamische Gemeinschaft Milli Görüs                            |             |